# 戈爾諾普利烏帕齊拉
戈爾諾普利是孟加拉國的一個烏帕齊拉，位於吉大港專區的吉大港縣。該烏帕齊拉之同名塔納初建於2000年，後轉為烏帕齊拉。該地之主要河流為戈爾諾普利河。